# Джонс, Стивен Грэм
Стивен Грэм Джонс (англ. Stephen Graham Jones; род. 22 января 1972, Мидленд, Техас) — коренной американец из племени пикани, писатель в жанре экспериментальной фантастики, ужасов, криминальной и научной фантастики. Наиболее известные его произведения — романы ужасов «Только хорошие индейцы», «My Heart is a Chainsaw» и «Night of the Mannequins». Лауреат Премии Брэма Стокера, Shirley Jackson Award.
В настоящее время он преподаёт в Колорадском Университете в Боулдере.

## Биография
Стивен Грэм Джонс родился 22 января 1972 г. в Мидленде, штат Техас, в семье Денниса Джонса и Ребекки Грэм. Является членом племени пикани, проживающего в резервации Блэкфит в штате Монтана.
В 1994 году Джонс получил степень бакалавра искусств по английскому языку и философии в Техасском технологическом университете в Лаббоке. Затем получил степень магистра искусств по английскому языку в Университете Северного Техаса в Дентоне (Техас) в 1996 г. В 1998 г. защитил докторскую диссертацию в Университете штата Флорида в Таллахасси.
Во время учёбы в Университете штата Флорида, руководитель его диссертации познакомил Джонса с редактором издательства Houghton-Mifflin Джейн Сильвер на конференции Writers' Harvest. Джонс предложил ей роман, который он ещё не написал, и идея понравилась Сильвер. После этого Джонс написал книгу «The Fast Red Road» в качестве диссертации. Его дебютный роман был опубликован в 2000 г. В 2003 году последовал роман All the Beautiful Sinners.
В 2002 г. Джонс получил стипендию Национального фонда искусств в области художественной литературы. В 2006 г. он получил премию Jesse Jones Award for Fiction от Техасского института литературы за сборник рассказов Bleed Into Me 2005 г. В 2017 г. стал лауреатом Bram Stoker Award for Best Long Fiction за роман Mapping the Interior.
Роман ужасов «Только хорошие индейцы» был опубликован 14 июля 2020 г. в издательствах Saga Press и Titan Books. Он получил премию The Ray Bradbury Prize for Science Fiction, Fantasy & Speculative Fiction в 2020 г. Джонс получил две премии Брэма Стокера в 2020 г. за романы Night of the Mannequins и «Только хорошие индейцы».
Джонс написал комиксы о Людях Икс для Marvel Comics "Marvel’s Voices: Indigenous Voices #1 антологии Marvel Comics, которая вышла в ноябре 2020 г.
Роман «Моё сердце — бензопила» получил премию Bram Stoker Award for Novel в 2021 г.

## Темы и стиль
Джонс признает свой долг перед писателями эпохи Возрождения коренных американцев (англ. Native American Renaissance), особенно перед Джеральдом Визенором, который написал положительную рецензию на дебютный роман Джонса «Быстрая красная дорога». Кэти Ковелл Вэгнер описывает его творчество как содержащее элементы «мрачной игривости, изобретательности повествования и смешения жанров».
Другие исследователи, такие как Джозеф Годе, называют его произведения «пост-ироническими» или представителями «новой искренности» Дэвида Фостера Уоллеса, литературного подхода, «возникшего в ответ на цинизм, отстраненность и отчуждение, которые, по мнению многих, определяли постмодернистский канон», стремясь вместо этого «более открыто принять мораль, искренность и „этос веры“». В качестве основного примера Годе использует свой восьмой роман «Ledfeather», который, по признанию самого Джонса, является самой читаемой из его книг. После публикации в 2016 г. в качестве примера стал использоваться и роман Mongrels.